# Élections cantonales de 2004 dans les Ardennes
Les élections cantonales ont eu lieu les 21 et 28 mars 2004.
Lors de ces élections, 18 des 37 cantons des Ardennes ont été renouvelés. Elles ont vu l'élection de la majorité UMP dirigée par Benoît Huré, succédant à Roger Aubry, président du conseil général, depuis 1995.

## Résultats à l’échelle du département
Répartition départementale des résultats (2e tour).
- PS (36,1 %)
- DVG (6,19 %)
- UMP (27,98 %)
- DVD (17,58 %)
- FN (8,91 %)
- EXD (3,24 %)

| Étiquette      | Étiquette                          | Premier tour | Premier tour | Second tour | Second tour | Sièges |
| Étiquette      | Étiquette                          | Voix         | %            | Voix        | %           | Sièges |
| -------------- | ---------------------------------- | ------------ | ------------ | ----------- | ----------- | ------ |
|                | Parti socialiste                   | 11 583       | 22,82        | 13 858      | 36,10       | 4      |
|                | Divers gauche                      | 3 105        | 6,12         | 2 376       | 6,19        | 1      |
|                | Parti communiste français          | 2 638        | 5,20         |             |             |        |
|                | Extrême gauche                     | 1 557        | 3,07         |             |             |        |
|                | Les Verts                          | 1 142        | 2,25         |             |             |        |
| Gauche         | Gauche                             | 20 025       | 39,46        | 16 234      | 42,29       | 5      |
|                |                                    |              |              |             |             |        |
|                | Union pour un mouvement populaire  | 15 383       | 30,31        | 10 738      | 27,98       | 10     |
|                | Front national                     | 7 167        | 14,12        | 3 420       | 8,91        | 0      |
|                | Divers droite                      | 6 341        | 12,49        | 6 749       | 17,58       | 2      |
|                | Union pour la démocratie française | 984          | 1,94         |             |             |        |
|                | Extrême droite                     | 823          | 1,62         | 1 242       | 3,24        | 1      |
| Droite         | Droite                             | 30 698       | 60,48        | 22 149      | 57,71       | 13     |
|                |                                    |              |              |             |             |        |
|                | Divers                             | 36           | 0,07         |             |             |        |
|                |                                    |              |              |             |             |        |
| Inscrits       | Inscrits                           | 81 753       | 100,00       | 59 275      | 100,00      |        |
| Abstention     | Abstention                         | 29 103       | 35,60        | 19 043      | 32.13       |        |
| Votants        | Votants                            | 52 650       | 64,40        | 40 232      | 67,87       |        |
| Blancs et nuls | Blancs et nuls                     | 1 891        | 3,59         | 1 849       | 4,60        |        |
| Exprimés       | Exprimés                           | 50 759       | 96,41        | 38 383      | 95,40       |        |

## Résultats par canton

### Canton de Fumay
| Candidats      | Candidats           | Étiquette      | Premier tour | Premier tour |
| Candidats      | Candidats           | Étiquette      | Voix         | %            |
| -------------- | ------------------- | -------------- | ------------ | ------------ |
|                | Benoît Sonnet*      | PS             | 1 604        | 56,12        |
|                | Danielle Varoquaux  | FN             | 492          | 17,21        |
|                | Jean-Marie Giraudon | DVD            | 460          | 16,10        |
|                | Jean Bastin         | PCF            | 146          | 5,11         |
|                | Michel Pion         | EXG            | 87           | 3,04         |
|                | Mustapha Salhi      | Verts          | 69           | 2,41         |
|                |                     |                |              |              |
| Inscrits       | Inscrits            | Inscrits       | 4 841        | 100,00       |
| Abstention     | Abstention          | Abstention     | 1 884        | 38,92        |
| Votants        | Votants             | Votants        | 2 957        | 61,08        |
| Blancs et nuls | Blancs et nuls      | Blancs et nuls | 99           | 3,35         |
| Exprimés       | Exprimés            | Exprimés       | 2 858        | 96,65        |

*sortant

### Canton de Juniville
| Candidats      | Candidats       | Étiquette      | Premier tour | Premier tour |
| Candidats      | Candidats       | Étiquette      | Voix         | %            |
| -------------- | --------------- | -------------- | ------------ | ------------ |
|                | Jean Verzeaux*  | UMP            | 1 197        | 56,38        |
|                | Bertrand Jenin  | PS             | 610          | 28,73        |
|                | André Verlaine  | FN             | 240          | 11,30        |
|                | Thérèse Ancelin | PCF            | 76           | 3,58         |
|                |                 |                |              |              |
| Inscrits       | Inscrits        | Inscrits       | 3 321        | 100,00       |
| Abstention     | Abstention      | Abstention     | 1 101        | 33,15        |
| Votants        | Votants         | Votants        | 2 220        | 66,85        |
| Blancs et nuls | Blancs et nuls  | Blancs et nuls | 97           | 4,37         |
| Exprimés       | Exprimés        | Exprimés       | 2 123        | 95,63        |

*sortant

### Canton de Machault
| Candidats      | Candidats         | Étiquette      | Premier tour | Premier tour |
| Candidats      | Candidats         | Étiquette      | Voix         | %            |
| -------------- | ----------------- | -------------- | ------------ | ------------ |
|                | Dominique Guérin* | UMP            | 921          | 79,19        |
|                | Loïc Davenne      | FN             | 126          | 10,83        |
|                | Joaquim Neiva     | PCF            | 116          | 9,97         |
|                |                   |                |              |              |
| Inscrits       | Inscrits          | Inscrits       | 1 700        | 100,00       |
| Abstention     | Abstention        | Abstention     | 438          | 25,76        |
| Votants        | Votants           | Votants        | 1 262        | 74,24        |
| Blancs et nuls | Blancs et nuls    | Blancs et nuls | 99           | 7,84         |
| Exprimés       | Exprimés          | Exprimés       | 1 163        | 92,16        |

*sortant

### Canton de Monthermé
| Candidats      | Candidats       | Étiquette      | Premier tour | Premier tour | Second tour | Second tour |
| Candidats      | Candidats       | Étiquette      | Voix         | %            | Voix        | %           |
| -------------- | --------------- | -------------- | ------------ | ------------ | ----------- | ----------- |
|                | Érik Pilardeau  | PS             | 2 122        | 39,78        | 3 766       | 72,17       |
|                | Roland Bataille | FN             | 1 018        | 19,09        | 1 452       | 27,83       |
|                | Michèle Leflon  | PCF            | 787          | 14,75        |             |             |
|                | Daniel Denis    | DVD            | 523          | 9,81         |             |             |
|                | René Vieira     | DVD            | 372          | 6,97         |             |             |
|                | Gérard Baudoin  | EXG            | 328          | 6,15         |             |             |
|                | Jacky Rogissart | Verts          | 184          | 3,45         |             |             |
|                |                 |                |              |              |             |             |
| Inscrits       | Inscrits        | Inscrits       | 9 032        | 100,00       | 9 030       | 100,00      |
| Abstention     | Abstention      | Abstention     | 3 504        | 38,80        | 3 418       | 37,85       |
| Votants        | Votants         | Votants        | 5 528        | 61,20        | 5 612       | 62,15       |
| Blancs et nuls | Blancs et nuls  | Blancs et nuls | 194          | 3,51         | 394         | 7,02        |
| Exprimés       | Exprimés        | Exprimés       | 5 334        | 96,49        | 5 218       | 92,98       |

### Canton de Monthois
| Candidats      | Candidats      | Étiquette      | Premier tour | Premier tour |
| Candidats      | Candidats      | Étiquette      | Voix         | %            |
| -------------- | -------------- | -------------- | ------------ | ------------ |
|                | Patrice Groff* | UMP            | 727          | 52,68        |
|                | Éric Haouy     | UDF            | 333          | 24,13        |
|                | Didier Redon   | FN             | 183          | 13,26        |
|                | Fabien Warnet  | PCF            | 137          | 9,93         |
|                |                |                |              |              |
| Inscrits       | Inscrits       | Inscrits       | 2 157        | 100,00       |
| Abstention     | Abstention     | Abstention     | 699          | 32,41        |
| Votants        | Votants        | Votants        | 1 458        | 67,59        |
| Blancs et nuls | Blancs et nuls | Blancs et nuls | 78           | 5,35         |
| Exprimés       | Exprimés       | Exprimés       | 1 380        | 94,65        |

*sortant

### Canton de Nouzonville
| Candidats      | Candidats               | Étiquette      | Premier tour | Premier tour | Second tour | Second tour |
| Candidats      | Candidats               | Étiquette      | Voix         | %            | Voix        | %           |
| -------------- | ----------------------- | -------------- | ------------ | ------------ | ----------- | ----------- |
|                | Pierre Cordier          | UMP            | 1 552        | 36,96        | 2 340       | 54,62       |
|                | Pierre Ledemé*          | PS             | 765          | 18,22        | 1 944       | 45,38       |
|                | Jean-Pierre Fays        | DVG            | 584          | 13,91        |             |             |
|                | Jean-Marcel Camus       | DVG            | 470          | 11,19        |             |             |
|                | Chantal Taioli          | FN             | 437          | 10,41        |             |             |
|                | Josiane Rambourg        | PCF            | 220          | 5,24         |             |             |
|                | Nadia Octave            | EXG            | 74           | 1,76         |             |             |
|                | Mezhoura Nait-Abdelaziz | Verts          | 54           | 1,29         |             |             |
|                | Yvan Raulet             | EXG            | 43           | 1,02         |             |             |
|                | Philippe Fesneau        | EXD            | 0            | 0,00         |             |             |
|                |                         |                |              |              |             |             |
| Inscrits       | Inscrits                | Inscrits       | 6 482        | 100,00       | 6 482       | 100,00      |
| Abstention     | Abstention              | Abstention     | 2 209        | 34,08        | 1 967       | 30,35       |
| Votants        | Votants                 | Votants        | 4 273        | 65,92        | 4 515       | 69,65       |
| Blancs et nuls | Blancs et nuls          | Blancs et nuls | 74           | 1,73         | 231         | 5,12        |
| Exprimés       | Exprimés                | Exprimés       | 4 199        | 98,27        | 4 284       | 94,88       |

*sortant

### Canton de Novion-Porcien
| Candidats      | Candidats             | Étiquette      | Premier tour | Premier tour |
| Candidats      | Candidats             | Étiquette      | Voix         | %            |
| -------------- | --------------------- | -------------- | ------------ | ------------ |
|                | Jean-François Leclet* | UMP            | 1 385        | 66,97        |
|                | Pascal Husson         | FN             | 360          | 17,41        |
|                | Nathalie Dieudonne    | PCF            | 232          | 11,22        |
|                | Marcel Faroux         | DVD            | 91           | 4,40         |
|                |                       |                |              |              |
| Inscrits       | Inscrits              | Inscrits       | 3 386        | 100,00       |
| Abstention     | Abstention            | Abstention     | 1 217        | 35,94        |
| Votants        | Votants               | Votants        | 2 169        | 64,06        |
| Blancs et nuls | Blancs et nuls        | Blancs et nuls | 101          | 4,66         |
| Exprimés       | Exprimés              | Exprimés       | 2 068        | 95,34        |

*sortant

### Canton d'Omont
| Candidats      | Candidats          | Étiquette      | Premier tour | Premier tour | Second tour | Second tour |
| Candidats      | Candidats          | Étiquette      | Voix         | %            | Voix        | %           |
| -------------- | ------------------ | -------------- | ------------ | ------------ | ----------- | ----------- |
|                | René Chevalier*    | DVD            | 342          | 26,82        | 411         | 30,38       |
|                | Abellino Poletti   | UMP            | 231          | 18,12        | 445         | 32,89       |
|                | Jean-Louis Antunes | PS             | 220          | 17,25        | 329         | 24,32       |
|                | Loïc Marniquet     | FN             | 206          | 16,16        | 168         | 12,42       |
|                | Philippe Remis     | UDF            | 183          | 14,35        |             |             |
|                | Jean-Paul Terrisse | Verts          | 64           | 5,02         |             |             |
|                | Renée Petrisot     | PCF            | 29           | 2,27         |             |             |
|                | Brigitte Lagrange  | EXD            | 0            | 0,00         |             |             |
|                |                    |                |              |              |             |             |
| Inscrits       | Inscrits           | Inscrits       | 1 888        | 100,00       | 1 888       | 100,00      |
| Abstention     | Abstention         | Abstention     | 560          | 29,66        | 501         | 26,54       |
| Votants        | Votants            | Votants        | 1 328        | 70,34        | 1 387       | 73,46       |
| Blancs et nuls | Blancs et nuls     | Blancs et nuls | 53           | 3,99         | 34          | 2,45        |
| Exprimés       | Exprimés           | Exprimés       | 1 275        | 96,01        | 1 353       | 97,55       |

*sortant

### Canton de Raucourt-et-Flaba
| Candidats      | Candidats           | Étiquette      | Premier tour | Premier tour | Second tour | Second tour |
| Candidats      | Candidats           | Étiquette      | Voix         | %            | Voix        | %           |
| -------------- | ------------------- | -------------- | ------------ | ------------ | ----------- | ----------- |
|                | Pierre Joseph       | DVD            | 408          | 20,67        | 983         | 53,75       |
|                | Marie-Ange Turquais | DVD            | 339          | 17,17        | 846         | 46,25       |
|                | Émile Vaudois       | PS             | 265          | 13,42        |             |             |
|                | Michel Dulin        | DVD            | 246          | 12,46        |             |             |
|                | Sonia Vautier       | FN             | 239          | 12,11        |             |             |
|                | Françoise Mayot     | UMP            | 235          | 11,90        |             |             |
|                | Michel Villiere     | DVG            | 99           | 5,02         |             |             |
|                | Patricia Honorez    | PCF            | 87           | 4,41         |             |             |
|                | Joël Thiery         | UMP            | 56           | 2,84         |             |             |
|                |                     |                |              |              |             |             |
| Inscrits       | Inscrits            | Inscrits       | 2 900        | 100,00       | 2 900       | 100,00      |
| Abstention     | Abstention          | Abstention     | 859          | 29,62        | 758         | 26,14       |
| Votants        | Votants             | Votants        | 2 041        | 70,38        | 2 142       | 73,86       |
| Blancs et nuls | Blancs et nuls      | Blancs et nuls | 67           | 3,28         | 313         | 14,61       |
| Exprimés       | Exprimés            | Exprimés       | 1 974        | 96,72        | 1 829       | 85,39       |

### Canton de Renwez
| Candidats      | Candidats       | Étiquette      | Premier tour | Premier tour | Second tour | Second tour |
| Candidats      | Candidats       | Étiquette      | Voix         | %            | Voix        | %           |
| -------------- | --------------- | -------------- | ------------ | ------------ | ----------- | ----------- |
|                | Gérard Drumel*  | DVG            | 1 553        | 42,06        | 1 970       | 51,32       |
|                | Régis Depaix    | UMP            | 979          | 26,52        | 1 291       | 33,63       |
|                | Raymond Mellier | FN             | 575          | 15,57        | 578         | 15,06       |
|                | Marc Merlhes    | UMP            | 299          | 8,10         |             |             |
|                | Fabrice Severin | Verts          | 152          | 4,12         |             |             |
|                | Alain Pau       | PCF            | 98           | 2,65         |             |             |
|                | Michel Fere     | SE             | 36           | 0,98         |             |             |
|                |                 |                |              |              |             |             |
| Inscrits       | Inscrits        | Inscrits       | 5 572        | 100,00       | 5 572       | 100,00      |
| Abstention     | Abstention      | Abstention     | 1 776        | 31,87        | 1 632       | 29,29       |
| Votants        | Votants         | Votants        | 3 796        | 68,13        | 3 940       | 70,71       |
| Blancs et nuls | Blancs et nuls  | Blancs et nuls | 104          | 2,74         | 101         | 2,56        |
| Exprimés       | Exprimés        | Exprimés       | 3 692        | 97,26        | 3 839       | 97,44       |

*sortant

### Canton de Rethel
| Candidats      | Candidats              | Étiquette      | Premier tour | Premier tour | Second tour | Second tour |
| Candidats      | Candidats              | Étiquette      | Voix         | %            | Voix        | %           |
| -------------- | ---------------------- | -------------- | ------------ | ------------ | ----------- | ----------- |
|                | Michel Vuibert         | DVD            | 1 612        | 28,57        | 2 229       | 35,47       |
|                | Joseph Afribo          | DVD            | 1 608        | 28,50        | 2 280       | 36,28       |
|                | Pierre Jadot           | PS             | 1 118        | 19,82        | 1 775       | 28,25       |
|                | Marie-Thérèse Le Brech | FN             | 480          | 8,51         |             |             |
|                | Michel Kociuba         | DVD            | 340          | 6,03         |             |             |
|                | Liliana Moyano Lenice  | Verts          | 210          | 3,72         |             |             |
|                | Sylvain Dalla Rosa     | PCF            | 142          | 2,52         |             |             |
|                | Annabelle Cara         | EXG            | 132          | 2,34         |             |             |
|                |                        |                |              |              |             |             |
| Inscrits       | Inscrits               | Inscrits       | 9 373        | 100,00       | 9 353       | 100,00      |
| Abstention     | Abstention             | Abstention     | 3 582        | 38,22        | 2 928       | 31,31       |
| Votants        | Votants                | Votants        | 5 791        | 61,78        | 6 425       | 68,69       |
| Blancs et nuls | Blancs et nuls         | Blancs et nuls | 149          | 2,57         | 141         | 2,19        |
| Exprimés       | Exprimés               | Exprimés       | 5 642        | 97,43        | 6 284       | 97,81       |

### Canton de Rumigny
| Candidats      | Candidats         | Étiquette      | Premier tour | Premier tour | Second tour | Second tour |
| Candidats      | Candidats         | Étiquette      | Voix         | %            | Voix        | %           |
| -------------- | ----------------- | -------------- | ------------ | ------------ | ----------- | ----------- |
|                | Xavier Coffart*   | UMP            | 702          | 30,79        | 851         | 34,05       |
|                | Patrick Demorgny  | DVD            | 631          | 27,68        | 1 242       | 49,70       |
|                | Bruno Saingery    | DVG            | 399          | 17,50        | 406         | 16,25       |
|                | Sylvie Charlot    | UMP            | 319          | 13,99        |             |             |
|                | Lynda Redon       | FN             | 182          | 7,98         |             |             |
|                | Bernard Lempereur | PCF            | 47           | 2,06         |             |             |
|                |                   |                |              |              |             |             |
| Inscrits       | Inscrits          | Inscrits       | 3 168        | 100,00       | 3 167       | 100,00      |
| Abstention     | Abstention        | Abstention     | 792          | 25,00        | 593         | 18,72       |
| Votants        | Votants           | Votants        | 2 376        | 75,00        | 2 574       | 81,28       |
| Blancs et nuls | Blancs et nuls    | Blancs et nuls | 96           | 4,04         | 75          | 2,91        |
| Exprimés       | Exprimés          | Exprimés       | 2 280        | 95,96        | 2 499       | 97,09       |

*sortant

### Canton de Sedan-Nord
| Candidats      | Candidats              | Étiquette      | Premier tour | Premier tour | Second tour | Second tour |
| Candidats      | Candidats              | Étiquette      | Voix         | %            | Voix        | %           |
| -------------- | ---------------------- | -------------- | ------------ | ------------ | ----------- | ----------- |
|                | Dominique Billaudelle* | PS             | 1 431        | 34,10        | 2 249       | 51,58       |
|                | Anne Baron             | UMP            | 1 244        | 29,64        | 2 111       | 48,42       |
|                | Olivier Badre          | FN             | 589          | 14,03        |             |             |
|                | André Godin            | UDF            | 468          | 11,15        |             |             |
|                | Pascal Dechamps        | Verts          | 234          | 5,58         |             |             |
|                | Joël Nouet             | EXG            | 126          | 3,00         |             |             |
|                | Roger Depernet         | PCF            | 105          | 2,50         |             |             |
|                | Hugues Lagrange        | EXD            | 0            | 0,00         |             |             |
|                |                        |                |              |              |             |             |
| Inscrits       | Inscrits               | Inscrits       | 7 250        | 100,00       | 7 251       | 100,00      |
| Abstention     | Abstention             | Abstention     | 2 946        | 40,63        | 2 633       | 36,31       |
| Votants        | Votants                | Votants        | 4 304        | 59,37        | 4 618       | 63,69       |
| Blancs et nuls | Blancs et nuls         | Blancs et nuls | 107          | 2,49         | 258         | 5,59        |
| Exprimés       | Exprimés               | Exprimés       | 4 197        | 97,51        | 4 360       | 94,41       |

*sortant

### Canton de Sedan-Est
| Candidats      | Candidats          | Étiquette      | Premier tour | Premier tour | Second tour | Second tour |
| Candidats      | Candidats          | Étiquette      | Voix         | %            | Voix        | %           |
| -------------- | ------------------ | -------------- | ------------ | ------------ | ----------- | ----------- |
|                | Jean-Paul Grasmuck | UMP            | 1 764        | 34,71        | 2 323       | 41,53       |
|                | Didier Herbillon   | PS             | 1 689        | 33,23        | 2 442       | 43,65       |
|                | Éric Samyn         | FN             | 928          | 18,26        | 829         | 14,82       |
|                | Johan Brosse       | EXG            | 280          | 5,51         |             |             |
|                | Jean-Louis Joffrin | PCF            | 229          | 4,51         |             |             |
|                | Claude Bugnet      | EXD            | 192          | 3,78         |             |             |
|                |                    |                |              |              |             |             |
| Inscrits       | Inscrits           | Inscrits       | 9 031        | 100,00       | 9 031       | 100,00      |
| Abstention     | Abstention         | Abstention     | 3 742        | 41,44        | 3 262       | 36,12       |
| Votants        | Votants            | Votants        | 5 289        | 58,56        | 5 769       | 63,88       |
| Blancs et nuls | Blancs et nuls     | Blancs et nuls | 207          | 3,91         | 175         | 3,03        |
| Exprimés       | Exprimés           | Exprimés       | 5 082        | 96,09        | 5 594       | 96,97       |

### Canton de Signy-l'Abbaye
| Candidats      | Candidats                 | Étiquette      | Premier tour | Premier tour |
| Candidats      | Candidats                 | Étiquette      | Voix         | %            |
| -------------- | ------------------------- | -------------- | ------------ | ------------ |
|                | Élisabeth Faille*         | UMP            | 1 212        | 58,78        |
|                | Manuel Ramalhete          | PS             | 329          | 15,96        |
|                | René Devise               | FN             | 273          | 13,24        |
|                | Christel Girondin-Severin | Verts          | 175          | 8,49         |
|                | Ingrid Lempereur          | PCF            | 73           | 3,54         |
|                |                           |                |              |              |
| Inscrits       | Inscrits                  | Inscrits       | 3 074        | 100,00       |
| Abstention     | Abstention                | Abstention     | 948          | 30,84        |
| Votants        | Votants                   | Votants        | 2 126        | 69,16        |
| Blancs et nuls | Blancs et nuls            | Blancs et nuls | 64           | 3,01         |
| Exprimés       | Exprimés                  | Exprimés       | 2 062        | 96,99        |

*sortant

### Canton de Signy-le-Petit
| Candidats      | Candidats         | Étiquette      | Premier tour | Premier tour |
| Candidats      | Candidats         | Étiquette      | Voix         | %            |
| -------------- | ----------------- | -------------- | ------------ | ------------ |
|                | Benoît Huré*      | UMP            | 1 060        | 59,32        |
|                | Bernard Gosset    | PS             | 424          | 23,73        |
|                | Patricia Bailleul | FN             | 237          | 13,26        |
|                | Daniel Viard      | PCF            | 66           | 3,69         |
|                |                   |                |              |              |
| Inscrits       | Inscrits          | Inscrits       | 2 879        | 100,00       |
| Abstention     | Abstention        | Abstention     | 1 017        | 35,32        |
| Votants        | Votants           | Votants        | 1 862        | 64,68        |
| Blancs et nuls | Blancs et nuls    | Blancs et nuls | 75           | 4,03         |
| Exprimés       | Exprimés          | Exprimés       | 1 787        | 95,97        |

*sortant

### Canton de Tourteron
| Candidats      | Candidats      | Étiquette      | Premier tour | Premier tour |
| Candidats      | Candidats      | Étiquette      | Voix         | %            |
| -------------- | -------------- | -------------- | ------------ | ------------ |
|                | Marc Laménie*  | UMP            | 398          | 53,14        |
|                | Pierre Durand  | PS             | 173          | 23,10        |
|                | Cédric Demange | FN             | 130          | 17,36        |
|                | Georges Molion | PCF            | 48           | 6,41         |
|                |                |                |              |              |
| Inscrits       | Inscrits       | Inscrits       | 1 097        | 100,00       |
| Abstention     | Abstention     | Abstention     | 301          | 27,44        |
| Votants        | Votants        | Votants        | 796          | 72,56        |
| Blancs et nuls | Blancs et nuls | Blancs et nuls | 47           | 5,90         |
| Exprimés       | Exprimés       | Exprimés       | 749          | 94,10        |

*sortant

### Canton de Vouziers
| Candidats      | Candidats         | Étiquette      | Premier tour | Premier tour | Second tour | Second tour |
| Candidats      | Candidats         | Étiquette      | Voix         | %            | Voix        | %           |
| -------------- | ----------------- | -------------- | ------------ | ------------ | ----------- | ----------- |
|                | Clément Servais*  | UMP            | 1 102        | 38,08        | 1 377       | 44,09       |
|                | Daniel Doyen      | PS             | 833          | 28,78        | 1 353       | 43,32       |
|                | Jean-Luc Lambert  | EXG            | 487          | 16,83        | Retrait     | Retrait     |
|                | Bernadette Godart | FN             | 472          | 16,31        | 393         | 12,58       |
|                |                   |                |              |              |             |             |
| Inscrits       | Inscrits          | Inscrits       | 4 602        | 100,00       | 4 601       | 100,00      |
| Abstention     | Abstention        | Abstention     | 1 528        | 33,20        | 1 351       | 29,36       |
| Votants        | Votants           | Votants        | 3 074        | 66,80        | 3 250       | 70,64       |
| Blancs et nuls | Blancs et nuls    | Blancs et nuls | 180          | 5,86         | 127         | 3,91        |
| Exprimés       | Exprimés          | Exprimés       | 2 894        | 94,14        | 3 123       | 96,09       |

*sortant